# Holbeck (Nottinghamshire)
Holbeck – wieś w Anglii, w hrabstwie Nottinghamshire, w dystrykcie Bassetlaw. Leży 34 km na północ od miasta Nottingham i 207 km na północ od Londynu. Miejscowość liczy 449 mieszkańców.